# قلعه تاریخی دشتاب
مجموعه‌ای از قلعه‌ها که در منطقه دشتاب از توابع شهرستان بافت در استان کرمان واقع شده‌اند و از قدمتی تقریباً یکسان برخوردارند.

## نارنج قلعه دشتاب
با قدمتی قریب به۴۰۰ سال در روستای اسلام‌آباد واقع شده‌است. هنوز قسمت‌های بسیاری از این قلعه سالم باقی مانده‌است. در این قلعه مسجد برج‌های مختلفی وجود دارد. این قلعه با عتباری حدود ۳۰۰ میلیون ریال قرار است که بازسازی  واحیا گردد.

## قلعه زهرا خانم
این قلعه در منطقه دشتاب و مقر حکومتی زهرا خانم فرمانفرا و حاکم دشتاب بوده‌است. زهرا خانم در زمان حکمرانی فردی بسیار سخت گیر بوده و روایت می‌شود: با کسانی که از فرمان او سرپیچی می‌کردند، به شدت برخورد می‌کرده و گوش افراد متمرد را با میخ به روی تخته کوبیده و دستور شلاق زدن می‌داده‌است.

## قلعه کرد علی
با توجه به موقعیت جغرافیایی که داشته‌است، از قلعه‌های معتبر حاکم‌نشین بافت بوده‌است. قلعه کُردعلی در وکیل آباد دشتاب قرار داشته و توسط شخصی به نام کردعلی ساخته شده‌است.
کردعلی که در این قلعه حکمرانی می‌کرده‌است برای دفاع از این قلعه، خندق بزرگی در اطراف آن حفر کرده و در روز توسط پُل تخته‌ای از روی این خندق رفت‌وآمد می‌کرده‌اند و شب‌ها پُل را از روی خندق برمی داشته‌اند تا از هجوم غارتگران محفوظ باشند. این قلعه حد واسط قلعه هشون و قلعه مرتضی خَبر قرار داشته و در هنگام خطر و درگیری با روشن کردن آتش و ایجاد دود قلعه‌های دیگر را برای پشتیبانی خبر می‌کرده‌اند.